# Dasypoda morawitzi
Dasypoda morawitzi (лат.) — вид пчёл из рода дазиподы, открытый в 2016 году, и обнаруженный в Херсонской области, в Черноморском биосферном заповеднике. Сам вид обитает довольно широко — от Винницкой области в Украине, до запада Казахстана, и от Санкт-Петербурга в России, до юга Крымского полуострова, и до Кавказа и Турции. Латинское название дано в честь Фердинанда Моравитца, ведь он имеет несколько образцов данного вида.

## Описание

### Самец
Голотип одного из самых недавно собранных экземпляров, который по размеру тела и цвету волосков занимает промежуточное положение между формами, находившимися в экстрене по этим параметрам. Длина тела (вершина-T7): 11 мм, мезосома: W (между тегулами) = 2,5 мм. Головка: L = 2,5 мм, W = 2,8 мм. Лицо в основном покрыто длинными белыми, серовато-белыми и мелкими примесями (у некоторых паратипов с большими примесью или без нее) грязно-желтых волосков, прилегающих к клипеусу, скрывающих кожный покров.
Опушение редкое на вершине около глазков, с примесью темно-коричневых и черных волосков. Расстояние между скулами
очень короткое, как у самок. Грудная клетка дорсально в основном покрыта грязно-желтоватыми волосками, вентрально и латерально — светло-белыми (щиток у некоторых паратипов покрыт серовато-белыми волосками), центр щитка с небольшой
примесью темных волосков. Задняя большеберцовая кость — промежуточная структура между Dasypoda hirtipes и Dasypoda sinuata. Верхушечные полосы на терге, состоящие из разных волосков, от белых до грязно-желтых (или почти красноватых): на Tl широко прерываются, T2 цельные (или прерываются узко), T3 T6 с непрерывными верхушечными полосами. T1-T3 у основания с длинными прямыми белыми и грязно-желтыми (или серовато-белыми) волосками, на T4 T6 с такими прямыми светлыми волосками, расположенными по бокам метасомы, в остальном покрытыми короткими темно-коричневыми или черными волосками (на T4 T5 часто с примесью прямых светлых волосков перед апикальной полосой), T7 покрыт черными и темно-коричневыми, относительно длинными, прижатыми волосками с большими примесь светлых волосков по бокам тергитов. Вся грудина верхушечно осветленная, полупрозрачная, с узкой полосой коротких, светло-белых (или серых) волосков, на S5 с примесью красновато-желтых волосков по бокам (некоторые паратипы, особенно небольшого размера, с длинной и густо опушенной грудиной). Внутренний отросток гоностилуса с короткими, толстыми,
почти неразветвленными волосками, за исключением некоторых волосков с небольшим количеством коротких боковых ветвей. Все различные варианты окраски опушения тела (такие же, как у самок) наблюдаются по всему ареалу
вида. Более легкие формы обычно характерны для более мелких экземпляров.

### Самка
Длина тела: 10,5-14 мм (18 апреля 1954 года была найдена самка с длиной тела в 9 мм). Мезосома: Ширина (между тегулой) = 2,6-3,3 мм. Напор: L = 2,8-3,2; W = 3,3-3,7 (в SIZK было найдено 2 очень маленьких экземпляра самок, с длиной тела всего 8,5 и 9 мм; мезосома W = 2,0-2,1 мм; головка: L = 2,3-2,4; W = 2,8-3,0 мм; одна собрана в окрестностях Киева, а вторая в селе Зиньков Полтавской области Украины).
Лицо в основном со светлыми (белыми или серыми) волосами, с небольшой или значительной примесью темных
волос на лбу и макушке. Расстояние между скулами очень короткое (в 0,87 раза короче ширины нижней челюсти у основания), как и у
других представителей этой группы. Мезонотум со светло-серыми, желтовато-серыми или желтовато-коричневыми (почти
красноватыми) волосками, в середине с небольшой или большей примесью темно-коричневых или черных волосков.
Метасома с широкими белыми верхушечными полосами волос на T2-T4 (на T2 часто узко прерывается), на базальной части покрыта прямыми и лежачими черными волосками, T5 с очень плотными, прижатыми, темно-серыми (или серовато-коричневыми) волосками на вершине, остальная поверхность покрыта длинными темными волосками; препигидиальный и пигидиальные фимбрии темно-серые или серовато-коричневые.
Пигидиальная пластинка, узко удлиненная на вершине, относительно глубоко иссечена апикально. Верхушечные части грудины слегка просветленные, S3 S5 с непрерывными и широкими верхушечными полосами темно-серо-коричневого цвета или более светлые желто-коричневые перистые стоячие волоски. Скопа на задних лапах золотисто-желтая, иногда светлее: от серовато-желтого до серовато-белого.

### Сравнения
Вид очень похож на D. hirtipes, едва отличимый от него по общему внешнему виду.
Особи D. morawitzi немного меньше (длина тела: самка 9-14 мм [N = 50]; самец 9,5-13,5 мм [N = 50]) чем D. hirtipes (самка 11,5-15,5 мм; самец 10-15 мм), но все же в значительной степени перекрываются по размеру. Главным признаком, который резко отличает эти виды, является структура галеальной поверхности как у самцов, так и у самок, испещренная волнообразными линиями у D. morawitzi и полностью покрытая мелкими бугорки у D. hirtipes, а также у Dasypoda oraniensis и Dasypoda albipila.
Галеальная поверхность является промежуточной у D. sinuata и частично у Dasypoda tubera. Однако последний вид резко отличается строением гоностилуса, который имеет три хорошо развитых отростка.
По сравнению с D. hirtipes, центральная апикальная часть самца S6 у D. morawitzi более развита кпереди, апикальные выступы на S7 более округлые, S8 шире, с более выступающими выросты с каждой стороны, апикальная часть S8 шире и закруглена, с двумя отдельными зубцами на ее вентральной стороне, которые короче и ближе, чем у D. hirtipes и D. sinuata (зубы соединены у D. albipila). Внутренний отросток гоностилуса имеет более короткую бахрому волосков по краю, похож на D. albipila и D. sinuata, но отличается от очень длинных
разветвленных волосков D. hirtipes. Основание гоностилуса у D. morawitzi не покрыто, только
с удлиненной областью, которая закруглена, имеет форму гребня и выступает апикально; у D. albipila основание
гоностилуса имеет выступ в виде небольшого плоского козырька, который широко закруглен, тогда как у
D. hirtipes представляет собой треугольный зуб образуя изогнутую внутрь подмышечную впадину. У D. oraniensis этот зуб болеезакруглен на вершине.

## Биология
Основываясь на данных этикета, самки предпочитают собирать пыльцу с растений семейств
Asteraceae (в основном Inula britannica, Cichorium intybus и Picris hieracioides) и Plumbaginaceae (Кермек Гмелина), хотя некоторые самки были зарегистрированы на Apiaceae (Eryngium planum), Boraginaceae (Echium sp.),
Caprifoliaceae (Scabiosa isetensis, Scabiosa ochroleuca) и Lamiaceae (Lycopus europaeus, Origanum vulgare, Stachys
sp.). Кроме того, одиночные самцы были собраны на растениях Campanulaceae (Campanula sp.) и Convolvulaceae
(Convolvulus arvensis). Dasypoda morawitzi предположительно обладает более широким спектром трофических связей D. hirtipes, но
эти данные также нуждаются в уточнении, потому что эти два вида долгое время путали.
Время лёта — конец мая (в Крыму с середины мая) — середина сентября. Обитает в Астрии, Болгарии, Чехии, Франции, Греции (материковая часть), Венгрии, Румынии, России, Словакии, Испании и Украине.